# Blechnidium
Blechnidium,  monotipski rod papratnica iz porodice Blechnaceae. Jedina vrsta je B. melanopus iz Kine (Yunnan), Tajvana sjeveroistočne Indije (Arunachal Pradesh, Meghalaya), Mjanmara, Butana. Rod je opisan 1859.

## Sinonimi
- Blechnum melanopus Hook.
- Blechnidium plagiogyrifrons (Hayata) Hayata
- Blechnum plagiogyrifrons Hayata
- Spicanta melanopus (Hook.) Kuntze